# دیدم صنمی
«دیدم صنمی سروقد و روی چو ماهی» یا به‌اختصار «دیدم صنمی»، نخستین تصنیف عارف قزوینی است که سال ۱۳۱۵ ه. ق در دستگاه شور ساخته شد.
سیما بینا، علیرضا افتخاری، ایرج بسطامی و بهرام‌جی تاکنون این تصنیف را اجرا کرده‌اند.

## ماجرای تصنیف
عارف قزوینی دیدم صنمی را در هجده‌سالگی، قبل از آمدن به تهران (در رشت) به عشق دختری ارمنی به نام خانم‌بالا ساخته است.
نخستین تصنیف عارف قزوینی است که سال ۱۳۱۵ ه. ق در دستگاه شور ساخته شد.
عارف قزوینی دیدم صنمی را در هجده‌سالگی، قبل از آمدن به تهران به عشق دختری ارمنی به نام خانم‌بالا ساخته است.

## متن تصنیف
دیدم صنمی سروقد و روی چو ماهی
الهی تو گواهی خدایا تو پناهی
افکنده به رخسار چو مه زلف سیاهی
الهی تو گواهی خدایا تو پناهی
گر گویم سروش نبود سرو خرامان
این قسم شتابان چون کبک خرامان
ور گویم گل پیش تو گل همچو گیاهی
الهی تو گواهی خدایا تو پناهی
این نیست مگر آینه لطف الهی
الهی تو گواهی خدایا تو پناهی
صدبار گداییش به از منصب شاهی
الهی تو گواهی خدایا تو پناهی